# M. Moleiro Editor
M. Moleiro Editor is een uitgeverij gevestigd in Barcelona in Spanje, gespecialiseerd in de uitgave van reproducties (facsimiles) van verluchte handschriften, kaarten en andere kunstwerken uit de periode van de 8e tot de 16e eeuw. Het bedrijf werd opgericht in 1991 en heeft intussen een ganse reeks meesterwerken uit de boekproductie van de middeleeuwen heruitgegeven

## Geschiedenis
Nog tijdens zijn studies startte Manual Moleiro in 1976 met een uitgeverij die zich toelegde op de uitgave van kunstboeken, wetenschappelijke werken en cartografie en die samenwerkte met andere uitgevers zoals Times Books, Encyclopædia Britannica, Macmillan Publishers, Edita, Imprimerie Nationale en Franco Maria Ricci.
In 1991 besloot hij een uitgeverij op te richten met zijn eigen naam, die zich zou toeleggen op het getrouw reproduceren van bibliografische meesterwerken uit de middeleeuwen en de renaissance. Manuel Moleiro werkte samen met de grootste en belangrijkste bibliotheken en musea in de wereld om een aantal van hun kunstschatten uit te geven Hij reproduceerde werken van onder meer: het Metropolitan Museum of Art in New York, het Museo Arqueológico Nacional in Madrid, de Biblioteca Francisco Zabálburu y Basabe in Madrid, Museo Diocesano de Arte in Gerona, de Russische Nationale Bibliotheek in Sint-Petersburg, de Kathedraal van Toledo, de Biblioteca Casanatense in Rome, de Biblioteca Marciana in Venetië, de Bibliothèque nationale de France in Parijs, de British Library in Londen, het Museu Calouste Gulbenkian in Lissabon, The Morgan Library & Museum in New York en de Catedral Metropolitana in Oviedo.
Elk werk dat wordt uitgegeven is vergezeld van een volume met een grondige beschrijving van en wetenschappelijke studies over het werk, van de hand van erkende specialisten op het terrein. Het commentaarboek is de weergave van de resultaten van een doorgedreven studie gelijklopend met de uitgave van het handschrift.

## Activiteiten
Meestal wordt de term “facsimile” gebruikt om een heruitgave van handgeschreven codices te benoemen. Omwille van de soms bedroevend lage kwaliteit van deze uitgaven, besloot Manuel Moleiro zijn werken “quasi originelen” te noemen.  Dit moet de minutieuze, artisanale arbeid die besteed wordt aan de productie van zijn boeken om een perfecte simulatie van textuur, kleurweergave, binding en het ganse procedé, beter tot zijn recht laten komen.
Van elk boek worden slechts 987 genummerde kopieën gemaakt en elk exemplaar wordt gecertificeerd met een notarisakte.
Moleiro heeft een aantal van de bewaarde handschriften van de Commentaar op de Apocalyps van Johannes van Beatus van Liébana heruitgegeven namelijk:  de Cardeña Beatus, the Arroyo Beatus, the Silos Beatus,  the Beatus van Ferdinand I en de Gerona Beatus. Een andere monumentale uitgaven is de Bijbel van de Heilige Lodewijk. Uit de religieuze sfeer zijn er talrijke getijdenboeken zoals de Grote getijden van Anna van Bretagne en het Getijdenboek van Johanna van Castilië met daarnaast het Breviarium van Isabella van Castilië en het Anglo-Catalaans psalter. Ook de Middelnederlandse Apocalyps, een van de absolute hoogtepunten van de pre-Eyckiaanse miniatuurkunst staat op het programma. Er zijn ook werken uit de medische sfeer zoals de Tractatus de Herbis en de Tacuinum Sanitatis en cartografische werken zoals de Miller Atlas en de Vallard Atlas. Maar ook totaal andere werken zoals de Le Livre de Chasse kwamen aan bod, er staat zelfs een handleiding voor alchemisten op de lijst: de Splendor Solis.

## Lijst van de uitgegeven werken
Voor een korte beschrijving zie: M. Moleiro Editor website.

### Beatus van Liébana
- Beatus van Ferdinand I van Castilië en Sancha van León
- Beatus van Gerona (Kathedraal van Gerona)
- Beatus van Arroyo (van het klooster van San Andrés de Arroyo in Santibáñez de Ecla).
- Beatus van Cardeña (van het klooster van San Pedro de Cardeña)
- Beatus van Silos (van het klooster van Santo Domingo de Silos)

### Bijbels
- Anglo-Catalaans psalter
- Apocalyps en leven van Johannes
- Apocalyps van Val-Dieu
- Apocalyps 1313
- Bible moralisée van Napels
- Bijbel van de Heilige Lodewijk
- Genealogie van Christus
- Geglosseerd psalter
- Gulbenkian apocalyps
- Martyrologium van Usuardo
- Middelnederlandse Apocalyps

### Breviaria
- Breviarium van Isabella van Castilië

### Getijdenboeken
- Grote getijden van Anna van Bretagne
- Getijdenboek van Charles d'Angoulême
- Getijdenboek van Hendrik IV van Frankrijk
- Getijdenboek van Hendrik VIII van Engeland
- Getijdenboek van Johanna van Castilië
- Getijdenboek van Karel VIII van Frankrijk
- Getijdenboek van Louis of Orleans
- Getijdenboek van Maria van Navarra
- Gebedenboek van Albert of Brandenburg
- Golfbook
- Très Riches Heures du duc de Berry

### Medische boeken
- Livre des simples Médicines
- Tacuinum Sanitatis
- Theatrum Sanitatis
- Thêriaka et Alexipharmaka, van Nicander
- Tractatus de Herbis

### Cartografische werken
- Catalaanse Mappa Mundi
- Kaart van Christoffel Columbus
- Miller Atlas
- Universele Atlas van Fernão Vaz Dourado
- Universele Atlas van Diogo Homem
- Vallard Atlas

### Diverse werken
- Het Vindel perkament
- Het boek van de jacht van Gaston Phoebus
- De lust van de vrouwen (Lazzat al-nisâ)
- Het boek van de gelukzaligheid
- Het boek van de Testamenten
- Het boek van de schatten
- Het boek van ridder Zifar
- Splendor Solis

## Weblinks
- Moleiro.com: M. Moleiro Editor website
- Moleiro.com: Artikel in The Times (23 april, 2001)
- Moleiro.com: Artikel in Le Monde article (19 november, 2011)
- Lefigaro.fr: artikel in Le Figaro (13 januari, 2011)
- Moleiro.com: artikel Frankfurter Allgemeine Zeitung (2 januari, 2011)